# Cantonul Saint-Joseph-1
Cantonul Saint-Joseph-1 este un canton din arondismentul Saint-Pierre, Réunion, Franța.